# Rue de la Constitution (Schaerbeek)
Pour les articles homonymes, voir Rue de la Constitution.
La rue de la Constitution (en néerlandais : Grondwetstraat) est une rue bruxelloise de la commune de Schaerbeek qui va de la rue de la Poste à la chaussée de Haecht en passant par la rue Royale Sainte-Marie.
La numérotation des habitations va de 1 à 53 pour le côté impair et de 2 à 32 pour le côté pair.
La Constitution belge date du 7 février 1831.
Elle a subi des révisions importantes lors notamment de la transformation du pays en État fédéral.

## Adresses notables
- no 7 : Maison-atelier Géo De Vlamynck
- no 27 : Musée d'art spontané